# Cherry Hills Village
Cherry Hills Village è un centro abitato (city) degli Stati Uniti d'America, situato nella contea di Arapahoe dello Stato del Colorado. Nel censimento del 2000 la popolazione era di 5.958 abitanti.

## Geografia fisica
Secondo i rilevamenti dell'United States Census Bureau, Cherry Hills Village si estende su una superficie di 16,2 km².